# Svend Jakobsen
Pour les articles homonymes, voir Jakobsen.
Svend Jakobsen, né le 1er novembre 1935 à Ulsted (Danemark) et mort le 28 mai 2022, est un homme politique danois, membre des Sociaux-démocrates, ancien ministre et ancien député au Parlement (le Folketing).